# 무성 후치경 파찰음

무성 후치경 파찰음(無聲 後齒莖 破擦音) 또는 무성 후치경 폐찰음(無聲 後齒莖 閉擦音)은 윗니의 잇몸 뒤쪽에 둔 뒤, 혀가 떨어진 순간에 혀와 잇몸 뒷면 사이에 있는 틈새로 숨을 쉼으로써 생기는 호흡의 마찰에 의해 조음되는 파찰음의 무성음이다.

## 국제 음성 기호
국제 음성 기호로는 t͡ʃ로 표기한다.

## 발음의 예
| 언어                                                                                             | 문자                                                |
| ------------------------------------------------------------------------------------------------ | --------------------------------------------------- |
| 에스페란토                                                                                       | ĉ                                                   |
| 리투아니아어, 라트비아어, 체코어                                                                 | č                                                   |
| 몰타어                                                                                           | ċ                                                   |
| 롬어(범(凡) 블라흐 라틴 문자 표기)                                                               | č(평음), čh(유기음)                                 |
| 말레이어, 밤바라어, 하우사어, 만딩카어, 르완다어                                                 | c                                                   |
| 총가어                                                                                           | c(평음), ch(유기음), cw(순음화), chw(순음화 유기음) |
| 헝가리어                                                                                         | cs                                                  |
| 코사어                                                                                           | thsh(유기음)                                        |
| 나와틀어, 오로모어, 촐어, 스와힐리어, 와유어, 우즈베크어, 케추아어족, 쇼나어, 야오어, 월라이타어 | ch                                                  |
| 튀르키예어, 투르크멘어, 아제르바이잔어, 알바니아어                                               | ç                                                   |
| 이탈리아어                                                                                       | c(e, i, ɛ 앞에서만)                                 |
| 루마니아어                                                                                       | c(e, i 앞에서만)                                    |
| 마케도니아어                                                                                     | ч                                                   |
| 페르시아어, 소라니어                                                                             | چ                                                   |
| 바스크어                                                                                         | tx                                                  |
| 표준 독일어                                                                                      | tsch                                                |
| 콩고의 모노어                                                                                    | tsh                                                 |

## 이 발음의 한글 표기
이 발음의 한글 표기는 홀소리 앞에서 ㅊ, 닿소리 앞 및 어말에서는 '치'다.

## 특이 사항
Henry Rogers의 저서 《The Sounds of Language: An Introduction to Phonetics(한국어판: 언의의 소리)》, Routledge, 2000년의 한국어판 표지에 이 발음 기호가 그려져 있다.